# Оренбуржье (особая экономическая зона)
ОЭЗ «Оренбуржье» — это особая экономическая зона промышленно-производственного типа, которая располагается на территориях двух муниципальных образований в Оренбургской области: город Оренбург и город Орск. ОЭЗ «Оренбуржье» была создана в соответствии с Постановлением Правительства Российской Федерации от 27 сентября 2021 года № 1616.
Стопроцентным акционером управляющей компании АО «ОЭЗ ППТ «Оренбуржье» является Правительство Оренбургской области. По состоянию на апрель 2024 года 15 компаний имеют статус резидента ОЭЗ «Оренбуржье». Резиденты в перспективе создадут более 15 тыс. рабочих мест и инвестируют около 43.8 млрд рублей.

## История

### Особая экономическая зона
Согласно ФЗ-116 «Об особых экономических зонах» от 22.07.2005, особая экономическая зона – часть территории Российской Федерации, которая определяется Правительством Российской Федерации и на которой действует особый режим осуществления предпринимательской деятельности, а также может применяться таможенная процедура свободной таможенной зоны. Особые экономические зоны создаются в целях развития обрабатывающих отраслей экономики, высокотехнологичных отраслей экономики, развития туризма, санаторно-курортной сферы, портовой и транспортной инфраструктур, разработки технологий и коммерциализации их результатов, производства новых видов продукции. 
Согласно п.1 ст. 10 ФЗ-116 «Об особых экономических зонах в Российской Федерации», резидент промышленно-производственной особой экономической зоны может осуществлять промышленно-производственную деятельность или деятельность по логистике. Для целей настоящего Федерального закона под промышленно-производственной деятельностью понимаются производство и (или) переработка товаров (продукции) и их реализация, под деятельностью по логистике понимается оказание услуг по обеспечению перевозок и складированию товаров .

### Оренбуржье
27 сентября 2021 года Правительство Российской Федерации приняло постановление № 1616 о создании на территориях Оренбургского и Орского районов Оренбургской области ОЭЗ «Оренбуржье» промышленно-производственного типа общей площадью 565 га. ОЭЗ «Оренбуржье» стала первой особой экономической зоной в Оренбургской области. 
На территории Оренбургской области имеется широкий спектр инфраструктуры, который нуждается в развитии и продвижении. Для создания объектов инфраструктуры ОЭЗ ППТ «Оренбуржье», обеспечения функционирования и привлечения резидентов и иных инвесторов была создана управляющая компания АО «Особая экономическая зона промышленно-производственного типа «Оренбуржье». 
У истоков создания ОЭЗ «Оренбуржье» стоят победители конкурса управленцев «Лидеры России», успевшие получить опыт в других ОЭЗ соседних регионов и применившие свои знания на практике создания нового проекта. Управление и развитие ОЭЗ «Оренбуржье» осуществляется при поддержке Минэкономразвития России, Правительства Оренбургской области, Администрации города Оренбург и Администрации города Орск.
Основной целью создания ОЭЗ «Оренбуржье» является оказание содействия развитию экономики Оренбургской области и России в целом путем создания наиболее благоприятных условий для реализации российскими и международными компаниями инвестиционных проектов в базовых кластерах экономики.:
- Площадка «Оренбург» ориентирована на развитие и внедрение современных технологий в сфере логистики, сельского хозяйства, переработки отходов, медицинского производства, цифровизации и управления данными.

- Площадка «Орск» ориентирована на эффективное производство материалов и компонентов в сферах строительства, металлургии и обеспечения нефтегазового сектора.

## Налоговый режим и льготы
ОЭЗ «Оренбуржье» является территорией, наделенной особым юридическим статусом и налоговыми льготами для привлечения российских и иностранных инвесторов. Резиденты, осуществляющие промышленно-производственную деятельность на территории ОЭЗ «Оренбуржье» получают ряд налоговых льгот:
- освобождение от уплаты налогов на имущество, транспорт и земельного налога сроком на 10 лет;

- сниженную ставку налога на прибыль: первые 5 лет – 2%, с 6 по 10 год – 7% и далее до 2070 года – 15,5%;

- свободную таможенную зону, обеспечивающую ввоз иностранного оборудования и сырья без уплаты таможенных пошлин и НДС;

- применение ускоренной амортизации, устанавливая повышающий коэффициент, к основным средствам.

В ОЭЗ «Оренбуржье» действует процедура «свободной таможенной зоны». Ввозимые на территорию особых экономических зон иностранные товары размещаются и используются без уплаты ввозных таможенных пошлин, НДС, а также без применения мер нетарифного регулирования.
Машины, комплектующие и оборудование, необходимое для производства, не облагаются таможенными пошлинами, что дает положительный эффект на финансовые показатели резидентов ОЭЗ.
Резидентам ОЭЗ (собственникам созданных ими объектов недвижимости) предоставляется право выкупа расположенных под указанными объектами земельных участков, а также могут устанавливаться льготные тарифы на продажу недвижимости.

## Инфраструктура
В соответствие с Земельным Кодексом РФ и ФЗ-116, земли ОЭЗ «Оренбуржье» относятся к категории земель промышленности, транспорта, энергетики, связи, радиовещания, телевидения, информатики, к землям обеспечения космической деятельности, обороны, безопасности и иного специального назначения. Общая площадь ОЭЗ «Оренбуржье» - 565 га (г. Оренбург и г. Орск).

### Инженерные сети
Сети электроснабжения, газоснабжения, водоснабжения, канализации и телекоммуникации. Все инженерные сети проводятся до участка резидента. Строительство инженерных сетей на участке резидента осуществляется за счет резидента. 
Необходимая мощность электроэнергии и объемы водоснабжения предоставляются в соответствии с заявкой резидента.
На территории промышленной площадки ОЭЗ «Оренбуржье» проходит трубопровод газоснабжения с давлением 1,2 Мпа. Доступная мощность составляет 15 тыс. м³/час.
Подключение компаний резидентов ОЭЗ «Оренбуржье» к сетям энергоресурсов осуществляется на безвозмездной основе. Все издержки по данной услуге берет на себя АО «ОЭЗ ППТ «Оренбуржье».
На территории промышленной площадки «Оренбуржье» имеется современная система связи, которая обеспечивает качественную местную, междугороднюю и международную телефонную связь, в том числе и спутниковую, услуги электронной почты, доступ в Интернет.

### Логистика
Оренбургская область имеет выгодное транспортно-логистическое расположение, находясь равноудаленно от регионов Центральной Сибири, Юга России и Средней Азии. Также Оренбуржье является транзитом в крупнейшем транспортном коридоре Европа-Западный Китай («Новый Шелковый путь»).

#### Основные транспортные коридоры
Транзитный потенциал региона высок: через Оренбургский участок российско-казахстанской границы ежегодно проходит более 180 тыс. грузовых автомобилей. ОЭЗ «Оренбуржье» находится в непосредственной близости к трассам федерального значения, а на территориях Оренбургской и Орской площадок проходит железная дорога, ближайший речной порт находится на расстоянии в 400 км - в г. Самара.

## Управляющая компания
Акционерное общество «Особая экономическая зона промышленно-производственного типа «Оренбуржье», 100 процентов акций (долей) которого находится в государственной собственности Оренбургской области, является управляющей компанией ОЭЗ ППТ «Оренбуржье».
На территории ОЭЗ «Оренбуржье» действует система «одного окна» по сопровождению инвестиционных проектов. Команда ОЭЗ оказывает правовую, организационную, информационную помощь на всех этапах реализации проекта. Основными целями реализации принципа «одного окна» являются:
- поиск площадки для реализации проекта;

- разработка бизнес-плана;

- регистрация бизнеса;

- упрощение процедур получения услуг и сокращение сроков их предоставления;

- унификация и автоматизация административных процедур предоставления услуг на территории ОЭЗ;

- консультация по использованию налоговых льгот;

- помощь в организации строительства.

ОЭЗ «Оренбуржье» практикует прозрачную систему работы с инвесторами на каждом этапе реализации инвестиционного проекта. После регистрации в Личном кабинете на сайте инвестор может отслеживать реализацию своего проекта от заявки до итоговых документов.

### Процесс получения статуса резидента
Претендент на получение статуса резидента ОЭЗ подает документы в АО «ОЭЗ ППТ «Оренбуржье». Далее инвестиционный проект выносится на рассмотрение Экспертного Совета ОЭЗ «Оренбуржье». В состав совета входят эксперты из различных отраслей, а также представители Министерства экономического развития РФ, органов исполнительной власти Оренбургской области, представители АО «ОЭЗ ППТ «Оренбуржье».

## Резиденты
Резидентом ОЭЗ «Оренбуржье» может стать коммерческая организация, зарегистрированная на территории муниципального образования, в границах которого находится ОЭЗ – то есть город Оренбург или город Орск Оренбургской области.